# Flash: Vertical Velocity (Six Flags Discovery Kingdom)
Les montagnes russes du parc Six Flags Great America, Flash: Vertical Velocity (Six Flags Great America).
Flash: Vertical Velocity sont des montagnes russes inversées navette lancées du parc Six Flags Discovery Kingdom, situé à Vallejo, en Californie, aux États-Unis. Le parc Six Flags Great America possède une attraction similaire, Flash: Vertical Velocity.

## Le circuit
Le circuit ressemble à un U. D'un côté, la piste est parfaitement verticale et de l'autre, elle est inclinée à 45 degrés fait un inline twist.
À son ouverture, l'attraction a une hauteur de 57 mètres et les deux côtés de la piste sont alors verticaux. En 2002, elle ferme temporairement afin de modifier la piste et sa hauteur pour atteindre 46 mètres et être conforme aux règles de la ville. Un côté de la piste est alors incliné à 45 degrés et l'autre est abaissé.
Après Flash: Vertical Velocity, Mystic ouvert en 2019 à Walibi Rhône-Alpes est le deuxième circuit de montagnes russes à proposer l'élément Twisted In-Line Rollback.

## Statistiques
- Trains : 1 train de 7 wagons, les passagers sont placés à 4 sur 4 rangs pour un total de 28 passagers.